# Drassinella siskiyou
Espèce
Drassinella siskiyou est une espèce d'araignées aranéomorphes de la famille des Liocranidae.

## Distribution
Cette espèce est endémique de Californie aux États-Unis,. Elle se rencontre dans les comtés de Siskiyou,  d'El Dorado et de Placer.

## Description
Le mâle holotype mesure 2,99 mm et la femelle paratype 3,38 mm.

## Systématique et taxinomie
Cette espèce a été décrite par Platnick et Ubick en 1989.

## Étymologie
Son nom d'espèce lui a été donné en référence au lieu de sa découverte, le comté de Siskiyou.

## Publication originale
- Platnick & Ubick, 1989 : « A revision of the spider genus Drassinella (Araneae, Liocranidae). » American Museum Novitates. no 2937, p. 1-12 (texte intégral).